# Sovjet-Unie op de Olympische Winterspelen 1972
Tijdens de Olympische Winterspelen van 1972, die in Sapporo (Japan) werden gehouden, nam de Sovjet-Unie voor de vijfde keer deel.

## Medailleoverzicht
| Sport       | Olympiër                                                           | Discipline             | Medaille |
| ----------- | ------------------------------------------------------------------ | ---------------------- | -------- |
| Biatlon     | Aleksandr Tichonov Rinnat Safin Ivan Bjakov Viktor Mamatov         | 4x7,5 km estafette (m) | Goud     |
| Kunstrijden | Irina Rodnina Aleksej Oelanov                                      | paarrijden             | Goud     |
| Langlaufen  | Vjatsjeslav Vedenin                                                | 30 km (m)              | Goud     |
| Langlaufen  | Galina Koelakova                                                   | 5 km (v)               | Goud     |
| Langlaufen  | Galina Koelakova                                                   | 10 km (v)              | Goud     |
| Langlaufen  | Vladimir Voronkov Joeri Skobov Fjodor Simasjev Vjatsjeslav Vedenin | 4x10 km estafette (m)  | Goud     |
| Langlaufen  | Ljoebov Moechatsjeva Alvetina Oljoenina Galina Koelakova           | 3x5 km estafette (v)   | Goud     |
| IJshockey   | Olympisch team                                                     | mannen                 | Goud     |
| Kunstrijden | Sergej Tsjetveroechin                                              | mannen                 | Zilver   |
| Kunstrijden | Ljoedmila Smirnova Andrej Soerajkin                                | paarrijden             | Zilver   |
| Langlaufen  | Fjodor Simasjev                                                    | 15 km (m)              | Zilver   |
| Langlaufen  | Alvetina Oljoenina                                                 | 10 km (v)              | Zilver   |
| Schaatsen   | Vera Krasnova                                                      | 500 m (v)              | Zilver   |
| Langlaufen  | Vjatsjeslav Vedenin                                                | 50 km (m)              | Brons    |
| Schaatsen   | Valeri Moeratov                                                    | 500 m (m)              | Brons    |
| Schaatsen   | Ljoedmila Titova                                                   | 500 m (v)              | Brons    |

## Deelnemers en resultaten

### Alpineskiën
| Olympiër            | Discipline       | Resultaat | Prestatie                      |
| ------------------- | ---------------- | --------- | ------------------------------ |
| Sergej Grisjtsjenko | afdaling (m)     | 46e       | 2.03,19 (+11,76)               |
| Sergej Grisjtsjenko | reuzenslalom (m) | dnf       | opgave                         |
| Sergej Grisjtsjenko | slalom (m)       | 22e       | 2.02,67 (+13,40) 1.02,97+59,70 |
| Svetlana Isakova    | afdaling (v)     | 39e       | 1.44,83 (+8,15)                |
| Svetlana Isakova    | reuzenslalom (v) | 31e       | 1.40,20 (+10,30)               |
| Svetlana Isakova    | slalom (v)       | dnf       | opgave                         |
| Nina Merkoelova     | afdaling (v)     | 37e       | 1.44,48 (+7,80)                |
| Nina Merkoelova     | reuzenslalom (v) | 33e       | 1.41,18 (+11,28)               |
| Nina Merkoelova     | slalom (v)       | dq        | diskwalificatie                |
| Galina Sjichova     | afdaling (v)     | 34e       | 1.43,88 (+7,20)                |
| Galina Sjichova     | reuzenslalom (v) | 34e       | 1.43,74 (+13,84)               |
| Galina Sjichova     | slalom (v)       | 19e       | 1.45,81 (+14,57) 52,07+53,74   |

### Biatlon
| Olympiër                                                   | Discipline             | Resultaat | Prestatie                                                                                |
| ---------------------------------------------------------- | ---------------------- | --------- | ---------------------------------------------------------------------------------------- |
| Aleksandr Tichonov                                         | 20 km (m)              | 4e        | 1:16.48,65 (+53,15) pen.: 4 (3 / 1 / 0 / 0)                                              |
| Viktor Mamatov                                             | 20 km (m)              | 7e        | 1:18.16,26 (+2.20,76) pen.: 2 (1 / 1 / 0 / 0)                                            |
| Ivan Bjakov                                                | 20 km (m)              | 12e       | 1:20.42,78 (+4.47,28) pen.: 3                                                            |
| Rinnat Safin                                               | 20 km (m)              | 19e       | 1:22.22,59 (+6.27,09) pen.: 7                                                            |
| Aleksandr Tichonov Rinnat Safin Ivan Bjakov Viktor Mamatov | 4x7,5 km estafette (m) | Goud      | 1:51.44,92 pen.: 3-9 (2-4 / 0-1 / 1-3 / 0-1) (28.54,48 / 26.48,52 / 28.15,90 / 27.46,02) |

### Kunstrijden
| Olympiër                            | Discipline | Resultaat | Prestatie                |
| ----------------------------------- | ---------- | --------- | ------------------------ |
| Sergej Tsjetveroechin               | mannen     | Zilver    | pc. 20,0; 2672,4 punten  |
| Vladimir Kovaljov                   | mannen     | 8e        | pc. 80,0; 2521,6 punten  |
| Joeri Ovtsjinnikov                  | mannen     | 12e       | pc. 104,5; 2477,5 punten |
| Marina Sanaja                       | vrouwen    | 18e       | pc. 160,0; 2198,6 punten |
| Irina Rodnina Aleksej Oelanov       | paarrijden | Goud      | pc. 12,0; 420,4 punten   |
| Ljoedmila Smirnova Andrej Soerajkin | paarrijden | Zilver    | pc. 15,0; 419,4 punten   |
| Irina Tsjernjajeva Vasili Blagov    | paarrijden | 6e        | pc. 52,0; 399,1 punten   |

### Langlaufen
| Olympiër                                                           | Discipline            | Resultaat | Prestatie                                              |
| ------------------------------------------------------------------ | --------------------- | --------- | ------------------------------------------------------ |
| Vladimir Dolganov                                                  | 30 km (m)             | 16e       | 1:40.48,85 (+4.17,70)                                  |
| Ivan Garanin                                                       | 50 km (m)             | 17e       | 2:50.00,78 (+6.46,03)                                  |
| Ivan Pronin                                                        | 50 km (m)             | 15e       | 2:49.45,59 (+6.30,84)                                  |
| Fjodor Simasjev                                                    | 15 km (m)             | Zilver    | 46.00,84 (+32,60)                                      |
| Fjodor Simasjev                                                    | 30 km (m)             | 6e        | 1:38.22,50 (+1.51,35)                                  |
| Fjodor Simasjev                                                    | 50 km (m)             | 8e        | 2:45.08,93 (+1.54,18)                                  |
| Joeri Skobov                                                       | 15 km (m)             | 5e        | 46.04,59 (+36,35)                                      |
| Joeri Skobov                                                       | 30 km (m)             | 15e       | 1:40.18,70 (+3.47,55)                                  |
| Valeri Tarakanov                                                   | 15 km (m)             | 16e       | 46.48,32 (+1.20,08)                                    |
| Vjatsjeslav Vedenin                                                | 30 km (m)             | Goud      | 1:36.31,15                                             |
| Vjatsjeslav Vedenin                                                | 50 km (m)             | Brons     | 2:44.00,19 (+45,44)                                    |
| Vladimir Voronkov                                                  | 15 km (m)             | 12e       | 46.33,43 (+1.05,19)                                    |
| Vladimir Voronkov Joeri Skobov Fjodor Simasjev Vjatsjeslav Vedenin | 4x10 km estafette (m) | Goud      | 2:04.47,94 (31.12,52 / 30.55,42 / 32.18,63 / 30.21,37) |
| Nina Fjodorova                                                     | 5 km (v)              | 10e       | 17.25,62 (+25,12)                                      |
| Galina Koelakova                                                   | 5 km (v)              | Goud      | 17.00,50                                               |
| Galina Koelakova                                                   | 10 km (v)             | Goud      | 34.17,82                                               |
| Ljoebov Moechatsjeva                                               | 5 km (v)              | 6e        | 17.12,08 (+11,58)                                      |
| Ljoebov Moechatsjeva                                               | 10 km (v)             | 4e        | 34.58,56 (+40,74)                                      |
| Alvetina Oljoenina                                                 | 5 km (v)              | 4e        | 17.07,40 (+6,90)                                       |
| Alvetina Oljoenina                                                 | 10 km (v)             | Zilver    | 34.54,11 (+36,29)                                      |
| Nina Sjebalina                                                     | 10 km (v)             | 10e       | 35.54,59 (+1.36,77)                                    |
| Ljoebov Moechatsjeva Alvetina Oljoenina Galina Koelakova           | 3x5 km estafette (v)  | Goud      | 48.46,15 (16.49,20 / 16.30,91 / 15.26,04)              |

### Noordse combinatie
| Olympiër            | Discipline | Resultaat | Prestatie                                       |
| ------------------- | ---------- | --------- | ----------------------------------------------- |
| Aleksandr Nosov     | mannen     | 7e        | 387,730 punten schans: 201,3 p 15 km: 186,430 p |
| Michail Artjoechov  | mannen     | 11e       | 380,185 punten schans: 183,0 p 15 km: 197,185 p |
| Anatoli Zajtsev     | mannen     | 22e       | 362,475 punten schans: 158,3 p 15 km: 204,175 p |
| Vjatsjeslav Drjagin | mannen     | 29e       | 347,525 punten schans: 146,2 p 15 km: 201,325 p |

### Rodelen
| Olympiër                     | Discipline | Resultaat | Prestatie                                          |
| ---------------------------- | ---------- | --------- | -------------------------------------------------- |
| Joeri Jegorov                | mannen     | 29e       | 3.38,00 (+10,42) (55,08 / 54,58 / 54,64 / 53,70)   |
| Sergej Osipov                | mannen     | 33e       | 3.38,99 (+11,41) (55,48 / 55,27 / 54,06 / 54,18)   |
| Viktor Iljin                 | mannen     | 37e       | 3.42,08 (+14,50) (56,12 / 55,50 / 55,21 / 55,25)   |
| Joeri Svetikov               | mannen     | 41e       | 3.43,69 (+16,11) (1.00,82 / 55,01 / 54,08 / 53,78) |
| Nina Sjasjkova               | vrouwen    | 12e       | 3.04,38 (+5,20) (46,18 / 46,38 / 46,36 / 45,46)    |
| Nina Ignatjeva               | vrouwen    | 17e       | 3.06,45 (+7,27) (46,82 / 46,84 / 46,70 / 46,09)    |
| Natalja Omsjeva              | vrouwen    | 20e       | 3.08,27 (+9,09) (47,18 / 47,39 / 46,85 / 46,85)    |
| Joeri Svetikov Sergej Osipov | dubbel     | 12e       | 1.31,12 (+2,77) (45,64 / 45,48)                    |
| Joeri Jegorov Viktor Iljin   | dubbel     | 13e       | 1.31,19 (+2,84) (45,66 / 45,53)                    |

### Schaatsen
| Olympiër             | Discipline   | Resultaat | Prestatie         |
| -------------------- | ------------ | --------- | ----------------- |
| Vladimir Komarov     | 500 m (m)    | 14e       | 40,65 (+1,21)     |
| Valeri Lavroesjkin   | 1500 m (m)   | 6e        | 2.07,16 (+4,20)   |
| Valeri Lavroesjkin   | 5000 m (m)   | 7e        | 7.39,26 (+15,65)  |
| Valeri Lavroesjkin   | 10.000 m (m) | 5e        | 15.20,08 (+18,73) |
| Valeri Moeratov      | 500 m (m)    | Brons     | 39,80 (+0,36)     |
| Valeri Moeratov      | 1500 m (m)   | 21e       | 2.11,83 (+8,87)   |
| Alla Boetova         | 500 m (v)    | 8e        | 45,17 (+1,84)     |
| Vera Krasnova        | 500 m (v)    | Zilver    | 44,01 (+0,68)     |
| Ljoedmila Savroelina | 1000 m (v)   | 10e       | 1.33,41 (+2,01)   |
| Ljoedmila Savroelina | 1500 m (v)   | 14e       | 2.25,85 (+5,00)   |
| Ljoedmila Savroelina | 3000 m (v)   | 8e        | 5.06,61 (+14,47)  |
| Kapitolina Seregina  | 1500 m (v)   | 9e        | 2.24,29 (+3,44)   |
| Kapitolina Seregina  | 3000 m (v)   | 6e        | 5.01,88 (+9,74)   |
| Nina Statkevitsj     | 1000 m (v)   | 5e        | 1.32,21 (+0,81)   |
| Nina Statkevitsj     | 1500 m (v)   | 6e        | 2.23,19 (+2,34)   |
| Nina Statkevitsj     | 3000 m (v)   | 5e        | 5.01,79 (+9,65)   |
| Ljoedmila Titova     | 500 m (v)    | Brons     | 44,45 (+1,12)     |
| Ljoedmila Titova     | 1000 m (v)   | 4e        | 1.31,85 (+0,45)   |

### Schansspringen
| Olympiër          | Discipline         | Resultaat | Prestatie                                          |
| ----------------- | ------------------ | --------- | -------------------------------------------------- |
| Sergej Janin      | grote schans (m)   | 21e       | 181,4 punten 93,1 p. (89,0 m) + 88,3 p. (87,0 m)   |
| Joeri Kalinin     | normale schans (m) | 20e       | 211,6 punten 111,8 p. (78,5 m) + 99,8 p. (73,5 m)  |
| Gari Napalkov     | normale schans (m) | 7e        | 220,2 punten 112,4 p. (79,5 m) + 107,8 p. (76,0 m) |
| Gari Napalkov     | grote schans (m)   | 6e        | 210,1 punten 111,3 p. (99,5 m) + 98,8 p. (92,0 m)  |
| Koba Tsakadze     | normale schans (m) | 9e        | 219,9 punten 109,7 p. (77,5 m) + 110,2 p. (77,5 m) |
| Koba Tsakadze     | grote schans (m)   | 35e       | 165,2 punten 69,7 p. (93,0 m) + 95,5 p. (90,0 m)   |
| Anatoli Zjeglanov | normale schans (m) | 21e       | 210,0 punten 102,3 p. (73,5 m) + 107,7 p. (75,0 m) |
| Anatoli Zjeglanov | grote schans (m)   | 32e       | 170,7 punten 73,7 p. (80,5 m) + 97,0 p. (90,0 m)   |

### IJshockey
| Olympiër | Discipline | Resultaat | Prestatie |
| --- | ---------- | --------- | --- |
| Vladislav Tretjak Aleksandr Pasjkov Vitali Davydov Viktor Koezkin Aleksandr Ragoelin Gennadi Tsygankov Vladimir Loetsjenko Valeri Vasiljev Igor Romisjevski Jevgeni Misjakov Aleksandr Maltsev Aleksandr Jakoesjev Vladimir Vikoelov Anatoli Firsov Valeri Charlamov Joeri Blinov Boris Michajlov Vladimir Petrov Vladimir Sjadrin Jevgeni Zimin | mannen     | Goud      | A-groep (1e-6e plaats): 9 - 3 Sovjet-Unie - Finland 3 - 3 Sovjet-Unie - Zweden 7 - 2 Sovjet-Unie - Verenigde Staten 9 - 3 Sovjet-Unie - Polen 5 - 2 Sovjet-Unie - Tsjecho-Slowakije |

Argentinië · Australië · België · Bondsrepubliek Duitsland · Bulgarije · Canada · Duitse Democratische Republiek · Filipijnen · Finland · Frankrijk · Griekenland · Groot-Brittannië · Hongarije · Iran · Italië · Japan · Joegoslavië · Libanon · Liechtenstein · Mongolië · Nederland · Nieuw-Zeeland · Noord-Korea · Noorwegen · Oostenrijk · Polen · Roemenië · Sovjet-Unie · Spanje · Taiwan · Tsjecho-Slowakije · Verenigde Staten · Zuid-Korea · Zweden · Zwitserland